# Quy định thể thao
Quy định thể thao thường do một cơ quan điều hành thể thao ban hành riêng cho từng môn thể thao, hình thành nên yếu tố cốt lõi của các quy tắc tương đối bất biến và được đồng thuận. Những người chịu trách nhiệm đối với các hoạt động giải trí thường muốn các hoạt động này được công nhận và tôn trọng giống như các môn thể thao bằng việc tham gia các liên đoàn thể thao như Ủy ban Olympic Quốc tế, hoặc thành lập cơ quan quy định luật lệ của riêng họ. Một số hoạt động giải trí trở thành các môn thể thao chính thức, ví dụ như gần đây là đạp xe BMX, trượt ván tuyết, vật. Thực tế việc hình thành các quy định thể thao chính thức vẫn đang trong quá trình phát triển. Quá trình này giúp quảng bá môn thể thao rộng rãi và hiệu quả hơn. Quy tắc cũng quảng bá tính toàn cầu của mỗi môn thể thao khi đảm bảo rằng cách chơi của môn đó được thực hiện giống nhau trên toàn thế giới, sử dụng hệ thống luật chơi tiêu chuẩn và đồng nhất của quốc tế (được ban hành bởi cơ quan điều hành thể thao quốc tế tương ứng) được áp dụng đồng bộ lên toàn bộ các hiệp hội thành viên và các giải đấu được công nhận.